# 1974-es Formula–1 argentin nagydíj
Az argentin nagydíj volt az 1974-es Formula–1 világbajnokság szezonnyitó futama.

## Futam
Az évadnyitó Argentin Nagydíj időmérő edzésén Ronnie Peterson autózta a legjobb időt a Lotusszal, Regazzoni és Fittipaldi előtt. A rajtot követően Peterson vezetett, míg Regazzoni megcsúszott, káoszt okozva ezzel. Fittipaldit a csapattárs Mike Hailwood ütötte meg, és két kört veszített, amíg szerelői autóját javították. A második helyen haladó James Hunt még az első körben megcsúszott, a második hely Carlos Reutemanné (Brabham) lett. Reutemann megelőzte Petersont a harmadik körben, a svéd pedig hamarosan kiesett fékprobléma miatt. Ennek eredményeképp két McLaren: Hailwood és Denny Hulme haladt a második és harmadik helyen. Hailwoodot Hulme, Jacky Ickx (Lotus), Lauda és Regazzoni is megelőzte, majd Ickx defektet kapott a verseny közepén. Hulme az utolsó előtti körben megelőzte a motorproblémával küzdő Reutemannt, akinek végül elfogyott az üzemanyaga a leintés előtt. A versenyt Hulme nyerte Lauda és Regazzoni előtt.
| Helyezés | #  | Versenyző            | Csapat/Motor      | Körök | Idő/Kiesés oka      | Rajthely | Pontszám |
| -------- | -- | -------------------- | ----------------- | ----- | ------------------- | -------- | -------- |
| 1        | 6  | Denny Hulme          | McLaren-Ford      | 53    | 1:41:02,01          | 10       | 9        |
| 2        | 12 | Niki Lauda           | Ferrari           | 53    | + 9,27              | 8        | 6        |
| 3        | 11 | Clay Regazzoni       | Ferrari           | 53    | + 20,41             | 2        | 4        |
| 4        | 33 | Mike Hailwood        | McLaren-Ford      | 53    | + 31,79             | 9        | 3        |
| 5        | 14 | Jean-Pierre Beltoise | BRM               | 53    | + 51,84             | 14       | 2        |
| 6        | 4  | Patrick Depailler    | Tyrrell-Ford      | 53    | + 1:52,48           | 15       | 1        |
| 7        | 7  | Carlos Reutemann     | Brabham-Ford      | 52    | Kifogyott üzemanyag | 6        |          |
| 8        | 10 | Howden Ganley        | March-Ford        | 52    | Kifogyott üzemanyag | 19       |          |
| 9        | 15 | Henri Pescarolo      | BRM               | 52    | + 1 kör             | 21       |          |
| 10       | 5  | Emerson Fittipaldi   | McLaren-Ford      | 52    | + 1 kör             | 3        |          |
| 11       | 27 | Guy Edwards          | Lola-Ford         | 51    | + 2 kör             | 25       |          |
| 12       | 28 | John Watson          | Brabham-Ford      | 49    | + 4 kör             | 20       |          |
| 13       | 1  | Ronnie Peterson      | Lotus-Ford        | 48    | + 5 kör             | 1        |          |
| Kiesett  | 26 | Graham Hill          | Lola-Ford         | 45    | Motorhiba           | 17       |          |
| Kiesett  | 2  | Jacky Ickx           | Lotus-Ford        | 36    | Kuplung             | 7        |          |
| Kiesett  | 8  | Richard Robarts      | Brabham-Ford      | 36    | Váltó               | 22       |          |
| Kiesett  | 9  | Hans-Joachim Stuck   | March-Ford        | 31    | Kuplung             | 23       |          |
| Kiesett  | 37 | François Migault     | BRM               | 31    | Vízszivárgás        | 24       |          |
| Kiesett  | 3  | Jody Scheckter       | Tyrrell-Ford      | 25    | Motorhiba           | 12       |          |
| Kiesett  | 18 | Carlos Pace          | Surtees-Ford      | 21    | Felfüggesztés       | 11       |          |
| Kiesett  | 20 | Arturo Merzario      | Iso Marlboro-Ford | 19    | Túlmelegedés        | 13       |          |
| Kiesett  | 24 | James Hunt           | March-Ford        | 11    | Túlmelegedés        | 5        |          |
| Kiesett  | 19 | Jochen Mass          | Surtees-Ford      | 10    | Motorhiba           | 18       |          |
| Kiesett  | 16 | Peter Revson         | Shadow-Ford       | 1     | Baleset             | 4        |          |
| Kiesett  | 17 | Jean-Pierre Jarier   | Shadow-Ford       | 0     | Baleset             | 16       |          |

## Statisztikák
Vezető helyen:
- Ronnie Peterson: 2 (1-2)
- Carlos Reutemann: 49 (3-51)
- Denny Hulme: 2 (52-53)

Denny Hulme 8. győzelme, Ronnie Peterson 10. pole-pozíciója, Clay Regazzoni 4. leggyorsabb köre.
- McLaren 9. győzelme.

Hans-Joachim Stuck első versenye.